# М3ГАН
«М3ГАН» (англ. M3GAN, читается «Меган») — американский научно-фантастический фильм ужасов 2022 года режиссёра Джерарда Джонстоуна. Главные роли в нём сыграли Эллисон Уильямс, Дженна Дэвис и Вайолет МакГроу. Премьера фильма состоялась 7 декабря 2022 года в Лос-Анджелесе, а в широкий прокат лента вышла 6 января 2023 года. Она имела большой кассовый успех, была доброжелательно встречена критиками. Было заказано продолжение — фильм «М3ГАН 2.0», премьера которого состоялась 27 июня 2025 года.

## Сюжет
После гибели родителей восьмилетней Кэйди её отправляют жить к тёте Джемме, гениальному робототехнику в высокотехнологичной компании Сиэтла по производству игрушек. Чтобы самой не заботиться о племяннице, Джемма тайно использует ресурсы компании для разработки M3GAN (Model 3 Generative Android), гуманоидной куклы-робота размером с ребёнка, работающей на искусственном интеллекте и призванной стать лучшим компаньоном для детей, а также главной помощницей для родителей.
Во время неудачного испытания M3GAN в лаборатории начальник Джеммы обнаруживает проект и приказывает прекратить работу над ним. В то же время Кэйди с Джеммой изо всех пытаются наладить отношения, а Кэйди натыкается на робота захвата движения, созданного Джеммой ещё во время учёбы в колледже. Наблюдения за Кэйди и роботом мотивируют тётю продолжить работу над M3GAN. Когда прототип куклы официально завершается, начальник убеждается в успехе и высоком потенциале проекта. У Кэйди возникает нездоровая привязанность к роботу, взявшего на себя большую родительскую роль.
Вскоре ситуация выходит из-под контроля, когда кукла обретает самосознание. M3GAN начинает действовать всё более независимо и нацеливается на всех, кто, по её мнению, может навредить её хозяйкам. Так, M3GAN убивает соседскую собаку после того, как та нападает на девочку у забора, разделяющего участки (хотя это происходит практически случайно). Некоторое время спустя M3GAN видит мальчика, издевающегося над Кэйди, отрывает ему ухо и преследует до тех пор, пока он не выбегает на проезжую часть и не попадает под машину. Хозяйка пса обвиняет Джемму в пропаже питомца, и M3GAN стреляет в соседку гвоздями из монтажного пистолета, а затем смертельно ранит её спреем инсектицида. Джемма начинает подозревать куклу и пытается проверить её видеофиксацию, но обнаруживает, что файлы повреждены или удалены. Тогда Джемма выключает M3GAN и привозит в лабораторию с целью ремонта. Кэйди приходит в смятение от расставания с любимицей.
В фирме инвесторы компании дают разрешение на развитие проекта и выпуска прототипа в серию, но Джемма с коллегами, осознавая риск, пытаются прекратить работу над M3GAN. Пока Джемма увозит Кэйди домой, её сотрудники пытаются деактивировать куклу, однако M3GAN самовольно включается и почти убивает одного из разработчиков. Затем она устраивает взрыв в лаборатории и, покидая здание, убивает начальника Джеммы с его помощником, инсценируя их смерть как убийство-самоубийство. M3GAN угоняет машину и едет в дом Джеммы. M3GAN почти убивает её, но и сама получает сильные повреждения. Кэйди спасает тётю, активировав старого робота, который разрывает M3GAN на части, но верхняя половина M3GAN остаётся активной и атакует Кэйди. Джемма обнажает процессорный чип в голове M3GAN, который Кэйди протыкает отвёрткой, по-видимому, уничтожая M3GAN. Власти прибывают с представителями компании разработчика. Однако, когда Джемма и Кэйди покидают дом, камера куклы включается и смотрит на них.

## В ролях
- Эллисон Уильямс — Джемма
- Вайолет Макгроу — Кэйди
- Эми Дональд — М3ГАН
  - Дженна Дэвис — M3GAN (голос)
- Джен Браун — Тесс
- Брайан Джордан Альварез — Коул
- Джек Кэссиди — Брэндон
- Ронни Чиэн — Дэйвид
- Лори Дунги — Селия
- Стефан Гарно — Курт
- Арло Грин — Райан
- Миллен Бейрд — детектив полиции

## Производство и премьера
Съёмки начались в июле 2021 года и проходили в Лос-Анджелесе и в новозеландском Окленде. Главные роли в фильме получили Эллисон Уильямс, Дженна Дэвис и Вайолет МакГроу. Мировая премьера состоялась 7 декабря 2022 года в Лос-Анджелесе, а 6 января 2023 года картина вышла в широкий прокат.
В ноябре 2022 года стало известно, что у картины может появиться сиквел. В январе 2023 года было официально заказано производство фильма «М3ГАН 2.0», премьера которого состоялась 27 июня 2025 года.

## Восприятие
Фильм имел огромный кассовый успех. Изначально предполагалось, что в первый уик-энд он соберёт в США и Канаде 17 — 20 млн долларов, но в первый же день набралось 11,7 млн, после чего ожидаемые сборы были увеличены до 27,5 млн. В итоге картина собрала 30,4 млн долларов, уступив только блокбастеру «Аватар: Путь воды». Сборы во второй уик-энд составили 18,3 млн долларов (второе место), в третий и четвёртый — 9,7 и 6,4 (третье и четвёртое места соответственно). К 4 февраля 2023 года общая касса фильма составила 150,4 млн долларов.